# 19912 Aurapenenta
19912 Aurapenenta eller 1955 RE1 är en asteroid i huvudbältet, som upptäcktes 14 september 1955 av Indiana Asteroid Program vid Indiana University Bloomington med Goethe Link Observatory. Den är uppkallad efter samarbetet Association of Universities for Research in Astronomy (AURA).
Asteroiden har en diameter på ungefär 4 kilometer.